# North Riverside
North Riverside és una població dels Estats Units a l'estat d'Illinois. Segons el cens del 2000 tenia 6.688 habitants.

## Demografia
Segons el cens del 2000, North Riverside tenia 6.688 habitants, 2.935 habitatges, i 1.746 famílies. La densitat de població era de 1.676,8 habitants/km².
Dels 2.935 habitatges en un 19,9% hi vivien nens de menys de 18 anys, en un 46,4% hi vivien parelles casades, en un 9,6% dones solteres, i en un 40,5% no eren unitats familiars. En el 35,6% dels habitatges hi vivien persones soles el 19% de les quals corresponia a persones de 65 anys o més que vivien soles. El nombre mitjà de persones vivint en cada habitatge era de 2,15 i el nombre mitjà de persones que vivien en cada família era de 2,8.
Per edats la població es repartia de la següent manera: un 15,6% tenia menys de 18 anys, un 5,5% entre 18 i 24, un 27,5% entre 25 i 44, un 23,3% de 45 a 60 i un 28,1% 65 anys o més.
L'edat mediana era de 46 anys. Per cada 100 dones de 18 o més anys hi havia 86,1 homes.
La renda mediana per habitatge era de 43.856 $ i la renda mediana per família de 53.790 $. Els homes tenien una renda mediana de 41.469 $ mentre que les dones 29.000 $. La renda per capita de la població era de 24.034 $. Aproximadament el 2,3% de les famílies i el 4,7% de la població estaven per davall del llindar de pobresa.

## Poblacions properes
El següent diagrama mostra les poblacions més properes.